# Canton de Bourgogne-Fresne
Le canton de Bourgogne-Fresne, précédemment appelé canton de Bourgogne, est une circonscription électorale française située dans le département de la Marne et la région Grand Est.

## Géographie
Ce canton est organisé autour de Bourgogne dans l'arrondissement de Reims. Son altitude varie de 51 m (Cormicy) à 262 m (Berru).

## Histoire
En 1832, le canton compte 170 morts des suites d'une épidémie de choléra. 
Par décret du 21 février 2014, le nombre de cantons du département est divisé par deux, avec mise en application aux élections départementales de mars 2015. Le canton de Bourgogne est conservé et s'agrandit. Il passe de 24 à 28 communes.
Par décret du 24 février 2021, le canton prend le nom de canton de Bourgogne-Fresne au lieu de canton de Bourgogne

## Représentation

### Conseillers généraux de 1833 à 2015
| Période | Période          | Identité                                  | Étiquette                     | Qualité |
| ------- | ---------------- | ----------------------------------------- | ----------------------------- | --- |
| 1833    | 1842             | Jean Marie Basilique Ponsinet (1794-1873) |                               | Notaire royal, avocat puis juge au Tribunal de Reims Conseiller municipal de Reims |
| 1842    | 1864             | Simon Auguste Lapoulle                    |                               | Notaire Maire de Vitry-lès-Reims (1828 → 1864) |
| 1864    | 1876 (démission) | Victor Duchâtaux                          |                               | Avocat bâtonnier du Barreau de Reims, maire de Merfy |
| 1876    | 1880 (démission) | Léon Grenier                              | Républicain                   | Propriétaire à Reims |
| 1880    | 1895             | Alfred Thomas                             | GR                            | Professeur d'anatomie et de physiologie Député de la Marne (1871 → 1877, 1878 → 1885 et 1889 → 1893)                                                                                         |
| 1895    | 1895             | Charles Prosper Lhotelain                 | Républicain                   | Agriculteur à Reims Président du comice agricole de Reims Conseiller municipal de Reims (1888 → ? ) Chevalier de la Légion d'honneur                                                         |
| 1895    | 1898             | Louis Mennesson                           | Républicain                   | Avocat, adjoint au Maire de Reims Député de la Marne (1885 → 1889) |
| 1898    | 1913             | Gustave Haguenin                          | Gauche démocratique (Radical) | Agriculteur, sylviculteur Député (1906 → 1914) Maire de Bazancourt (1879 → 1925), conseiller d'arrondissement                                                                                |
| 1913    | 1925             | Octave Emile Bergé                        | URD                           | Cultivateur à Loivre |
| 1925    | 1936 (décès)     | Gaston Buard                              | Rad.                          | Maire de Witry-lès-Reims (1912 → 1914 et 1918 → 1935), conseiller d'arrondissement |
| 1936    | 1940             | Charles Chrétien                          | Rad.                          | Cultivateur à Berméricourt |
|         |                  |                                           |                               | |
| 1943    | 1945             | Marcel Lemaire                            |                               | Adjoint au maire de Saint-Thierry Nommé conseiller départemental en 1943 |
| 1943    | 1945             | Robert Mangeart (1900-1996)               |                               | Agriculteur, Président de la Providence agricole Conseiller municipal de Lavannes Membre de la Commission administrative départementale (1940 → 1943) Nommé conseiller départemental en 1943 |
|         |                  |                                           |                               | |
| 1945    | 1951             | Alexis Conio                              | PCF                           | Métreur Maire de Witry-lès-Reims (1944 → 1947 et 1965 → 1973) |
| 1951    | 1982 (démission) | Maurice Prévoteau                         | MRP puis CDP puis UDF-CDS     | Agriculteur Sénateur de la Marne (1974 → 1983) Maire de Bourgogne (1953 → 1977) Président du conseil général de la Marne (1973 → 1982)                                                       |
| 1982    | 1991 (décès)     | Michel Prévoteau                          | UDF                           | Maire de Bazancourt (1977 → 1991) |
| 1991    | 2001 (démission) | Yves Détraigne                            | UDF                           | Magistrat de chambre régionale des comptes Sénateur de la Marne (2001 → ) Maire de Witry-lès-Reims (1989 → 2017) Président de la CC de Beine-Bourgogne (2005 → 2016)                         |
| 2001    | 2015             | Éric Kariger                              | DVD                           | Chef de service au CHU de Reims Maire de Fresne-lès-Reims Vice-Président du Conseil général de la Marne (2002-2015) Vice-président de la communauté de communes Beine-Bourgogne              |

### Conseillers d'arrondissement (de 1833 à 1940)
| Période                                  | Période | Identité                                      | Étiquette   | Qualité |
| ---------------------------------------- | ------- | --------------------------------------------- | ----------- | --- |
| 1833                                     | 1842    | M. Raquiart                                   |             | Conseiller municipal de Witry-lès-Reims                                                                     |
| 1842                                     | 1848    | M. Promsy                                     |             | Fabricant à Bourgogne                                                                                       |
|                                          |         |                                               |             | |
| 1852                                     |         | Philippe Démogue                              |             | Maire de Boult-sur-Suippe                                                                                   |
|                                          |         |                                               |             | |
| 1889                                     | 1895    | Amand Auguste Mennesson-Champagne (1813-1899) | Républicain | Notaire, Président du Conseil d'arrondissement, propriétaire à Reims et à Boult-sur-Suippe                  |
| 1895                                     | 1898    | Gustave Haguenin                              | Républicain | Maire de Bazancourt                                                                                         |
| 1898                                     | 1904    | Henri Gobréau                                 |             | Maire d'Isles-sur-Suippe                                                                                    |
| 1904                                     | 1908    | Joseph Grèque (1841-1908)                     | Rad.        | Cultivateur, maire de Loivre                                                                                |
| 1908                                     | 1919    | Emile Bergé (1861-1942)                       | Libéral     | Agriculteur à Loivre                                                                                        |
| 1919                                     | 1925    | Gaston Buard                                  | Rad.        | Maire de Witry-lès-Reims                                                                                    |
| 1925                                     | 1940    | Clément Chrétien                              | Rad.        | Maire de Berméricourt                                                                                       |
| 1940                                     |         |                                               |             | Les conseils d'arrondissement ont été suspendus par la loi du 12 octobre 1940 et n'ont jamais été réactivés |
| Les données manquantes sont à compléter. |         |                                               |             | |

### Conseillers départementaux à partir de 2015
| Période élective | Période élective | Mandat | Mandat   | Identité           | Nuance | Nuance | Qualité |
| ---------------- | ---------------- | ------ | -------- | ------------------ | ------ | ------ | --- |
| 2015             | 2021             | 2015   | 2021     | Monique Dorgueille |        | DVD    | Retraitée de l'Education nationale Maire de Merfy (2001-2008) Vice-Présidente du Conseil départemental (handicap, MDPH) |
| 2015             | 2021             | 2015   | 2021     | Éric Kariger       |        | LR     | Chef de service au CHU de Reims Maire de Fresne-lès-Reims (2008-2016)                                                   |
| 2021             | 2028             | 2021   | en cours | Monique Dorgueille |        | DVD    | Conseillère sortante 2ème vice-présidente chargée du Handicap                                                           |
| 2021             | 2028             | 2021   | en cours | Éric Kariger       |        | LR     | Conseiller sortant |

### Résultats détaillés

#### Élections de mars 2015
À l'issue du 1er tour des élections départementales de 2015, deux binômes sont en ballottage : Monique Dorgueille et Éric Kariger (UMP, 48,58 %) et Florian Benadassi et Martine Cofflard (FN, 31,48 %). Le taux de participation est de 51,14 % (10 400 votants sur 20 335 inscrits) contre 48,93 % au niveau départemental et 50,17 % au niveau national.
Au second tour, Monique Dorgueille et Éric Kariger (UMP) sont élus avec 65,98 % des suffrages exprimés et un taux de participation de 50,65 % (6 343 voix pour 10 299 votants et 20 333 inscrits).

#### Élections de juin 2021
Le premier tour des élections départementales de 2021 est marqué par un très faible taux de participation (33,26 % au niveau national). Dans le canton de Bourgogne-Fresne, ce taux de participation est de 30,51 % (6 613 votants sur 21 673 inscrits) contre 28,76 % au niveau départemental. À l'issue de ce premier tour, deux binômes sont en ballottage : Monique Dorgueille et Éric Kariger (DVD, 43,74 %) et Franck Laudy et Anne-Sophie Romagny (Union au centre et à droite, 31,17 %).
Le second tour des élections est marqué une nouvelle fois par une abstention massive équivalente au premier tour. Les taux de participation sont de 34,36 % au niveau national, 29,32 % dans le département et 31,48 % dans le canton de Bourgogne-Fresne. Monique Dorgueille et Éric Kariger (DVD) sont élus avec 55,54 % des suffrages exprimés (3 407 voix pour 6 823 votants et 21 677 inscrits),,. 

## Composition

### Composition avant 2015

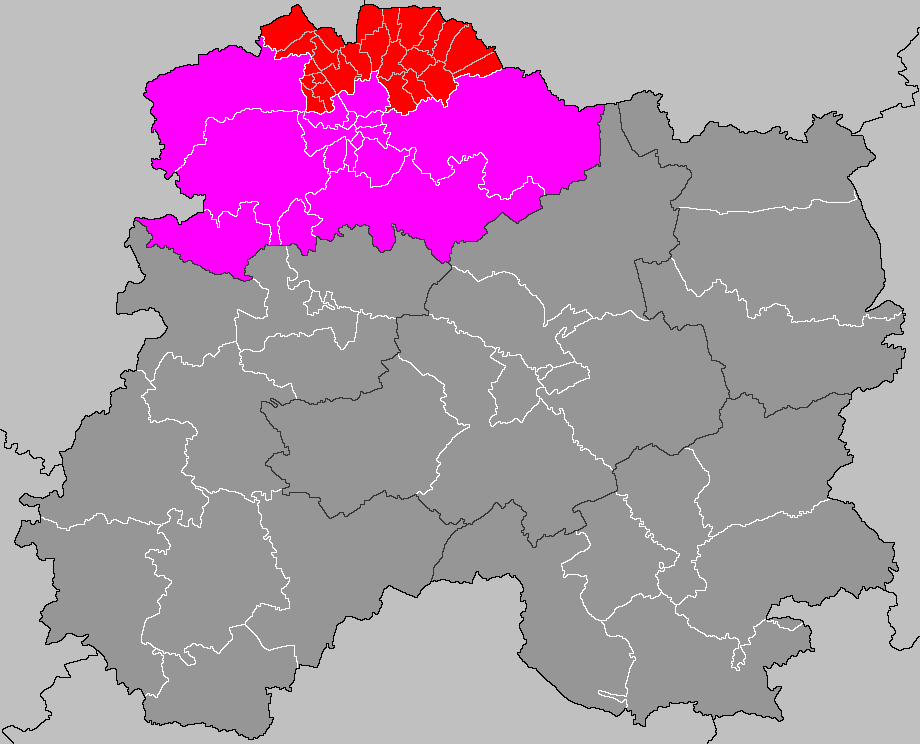
Situation du canton de Bourgogne (rouge) dans l'arrondissement de Reims (mauve) dans le département de la Marne avant 2015.

Le canton de Bourgogne regroupait 24 communes.
| Nom                      | Code Insee | Codepostal | Superficie (km2) | Population (dernière pop. légale) | Densité (hab./km2) |
| ------------------------ | ---------- | ---------- | ---------------- | --------------------------------- | ------------------ |
| Bourgogne (chef-lieu)    | 51075      | 51110      | 14,38            | 1 015 (2012)                      | 71                 |
| Auménancourt             | 51025      | 51110      | 12,82            | 973 (2012)                        | 76                 |
| Bazancourt               | 51043      | 51110      | 11,64            | 1 985 (2012)                      | 171                |
| Berméricourt             | 51051      | 51220      | 8,01             | 169 (2012)                        | 21                 |
| Boult-sur-Suippe         | 51074      | 51110      | 19,75            | 1 688 (2012)                      | 85                 |
| Brimont                  | 51088      | 51220      | 12,61            | 443 (2012)                        | 35                 |
| Caurel                   | 51101      | 51110      | 9,79             | 633 (2012)                        | 65                 |
| Cauroy-lès-Hermonville   | 51102      | 51220      | 10,27            | 493 (2012)                        | 48                 |
| Cormicy                  | 51171      | 51220      | 31,74            | 1 426 (2012)                      | 45                 |
| Courcy                   | 51183      | 51220      | 15,50            | 1 197 (2012)                      | 77                 |
| Fresne-lès-Reims         | 51261      | 51110      | 12,46            | 425 (2012)                        | 34                 |
| Heutrégiville            | 51293      | 51110      | 11,62            | 407 (2012)                        | 35                 |
| Isles-sur-Suippe         | 51299      | 51110      | 12,39            | 811 (2012)                        | 65                 |
| Lavannes                 | 51318      | 51110      | 17,77            | 613 (2012)                        | 34                 |
| Loivre                   | 51329      | 51220      | 10,24            | 1 197 (2012)                      | 117                |
| Merfy                    | 51362      | 51220      | 6,69             | 622 (2012)                        | 93                 |
| Pomacle                  | 51439      | 51110      | 11,19            | 420 (2012)                        | 38                 |
| Pouillon                 | 51444      | 51220      | 2,78             | 483 (2012)                        | 174                |
| Saint-Étienne-sur-Suippe | 51477      | 51110      | 7,74             | 292 (2012)                        | 38                 |
| Saint-Thierry            | 51518      | 51220      | 7,59             | 626 (2012)                        | 82                 |
| Thil                     | 51568      | 51220      | 2,11             | 294 (2012)                        | 139                |
| Villers-Franqueux        | 51633      | 51220      | 3,29             | 307 (2012)                        | 93                 |
| Warmeriville             | 51660      | 51110      | 23,25            | 2 187 (2012)                      | 94                 |
| Witry-lès-Reims          | 51662      | 51420      | 16,49            | 4 730 (2012)                      | 287                |

### Composition depuis 2015
Lors du redécoupage de 2014, le canton comprenait vingt-huit communes entières.
À la suite de la création au 1er janvier 2017 de la commune nouvelle de Bourgogne-Fresne, le canton regroupe désormais vingt-sept communes entières.
| Nom                                      | Code Insee | Intercommunalité | Superficie (km2) | Population (dernière pop. légale) | Densité (hab./km2) | Modifier                                    |
| ---------------------------------------- | ---------- | ---------------- | ---------------- | --------------------------------- | ------------------ | ------------------------------------------- |
| Bourgogne-Fresne (bureau centralisateur) | 51075      | CU Grand Reims   | 26,84            | 1 454 (2022)                      | 54                 | modifier les données · modifier les données |
| Auménancourt                             | 51025      | CU Grand Reims   | 12,82            | 1 118 (2022)                      | 87                 | modifier les données · modifier les données |
| Bazancourt                               | 51043      | CU Grand Reims   | 11,64            | 2 441 (2022)                      | 210                | modifier les données · modifier les données |
| Beine-Nauroy                             | 51046      | CU Grand Reims   | 42,68            | 987 (2022)                        | 23                 | modifier les données · modifier les données |
| Berméricourt                             | 51051      | CU Grand Reims   | 8,01             | 263 (2022)                        | 33                 | modifier les données · modifier les données |
| Berru                                    | 51052      | CU Grand Reims   | 13,65            | 618 (2022)                        | 45                 | modifier les données · modifier les données |
| Boult-sur-Suippe                         | 51074      | CU Grand Reims   | 19,75            | 1 793 (2022)                      | 91                 | modifier les données · modifier les données |
| Brimont                                  | 51088      | CU Grand Reims   | 12,61            | 453 (2022)                        | 36                 | modifier les données · modifier les données |
| Caurel                                   | 51101      | CU Grand Reims   | 9,79             | 696 (2022)                        | 71                 | modifier les données · modifier les données |
| Cauroy-lès-Hermonville                   | 51102      | CU Grand Reims   | 10,27            | 504 (2022)                        | 49                 | modifier les données · modifier les données |
| Cormicy                                  | 51171      | CU Grand Reims   | 31,74            | 1 504 (2022)                      | 47                 | modifier les données · modifier les données |
| Courcy                                   | 51183      | CU Grand Reims   | 15,50            | 1 262 (2022)                      | 81                 | modifier les données · modifier les données |
| Hermonville                              | 51291      | CU Grand Reims   | 13,30            | 1 409 (2022)                      | 106                | modifier les données · modifier les données |
| Heutrégiville                            | 51293      | CU Grand Reims   | 11,62            | 504 (2022)                        | 43                 | modifier les données · modifier les données |
| Isles-sur-Suippe                         | 51299      | CU Grand Reims   | 12,39            | 979 (2022)                        | 79                 | modifier les données · modifier les données |
| Lavannes                                 | 51318      | CU Grand Reims   | 17,77            | 573 (2022)                        | 32                 | modifier les données · modifier les données |
| Loivre                                   | 51329      | CU Grand Reims   | 10,24            | 1 438 (2022)                      | 140                | modifier les données · modifier les données |
| Merfy                                    | 51362      | CU Grand Reims   | 6,69             | 603 (2022)                        | 90                 | modifier les données · modifier les données |
| Nogent-l'Abbesse                         | 51403      | CU Grand Reims   | 10,16            | 540 (2022)                        | 53                 | modifier les données · modifier les données |
| Pomacle                                  | 51439      | CU Grand Reims   | 11,19            | 530 (2022)                        | 47                 | modifier les données · modifier les données |
| Pouillon                                 | 51444      | CU Grand Reims   | 2,78             | 521 (2022)                        | 187                | modifier les données · modifier les données |
| Saint-Étienne-sur-Suippe                 | 51477      | CU Grand Reims   | 7,74             | 349 (2022)                        | 45                 | modifier les données · modifier les données |
| Saint-Thierry                            | 51518      | CU Grand Reims   | 7,59             | 603 (2022)                        | 79                 | modifier les données · modifier les données |
| Thil                                     | 51568      | CU Grand Reims   | 2,11             | 318 (2022)                        | 151                | modifier les données · modifier les données |
| Villers-Franqueux                        | 51633      | CU Grand Reims   | 3,29             | 299 (2022)                        | 91                 | modifier les données · modifier les données |
| Warmeriville                             | 51660      | CU Grand Reims   | 23,25            | 2 689 (2022)                      | 116                | modifier les données · modifier les données |
| Witry-lès-Reims                          | 51662      | CU Grand Reims   | 16,49            | 4 958 (2022)                      | 301                | modifier les données · modifier les données |
| Canton de Bourgogne-Fresne               | 5102       |                  | 371,91           | 29 406 (2022)                     | 79                 | modifier les données                        |

## Démographie

### Démographie avant 2015
| 1962   | 1968   | 1975   | 1982   | 1990   | 1999   | 2006   | 2011   | 2012   |
| ------ | ------ | ------ | ------ | ------ | ------ | ------ | ------ | ------ |
| 13 081 | 13 584 | 13 849 | 18 254 | 20 450 | 21 212 | 22 604 | 23 334 | 23 436 |

### Démographie depuis 2015
En 2022, le canton comptait 29 406 habitants, en évolution de +6,06 % par rapport à 2016 (Marne : −1,19 %, France hors Mayotte : +2,11 %).
| 2013   | 2018   | 2022   |
| ------ | ------ | ------ |
| 27 263 | 28 292 | 29 406 |